# Андре Дерен
Андре Дерен (фр. André Derain; 10 червня 1880, Шато-сюр-Сен — 8 вересня 1954, Гарш) — французький живописець, графік, театральний декоратор, скульптор, кераміст; яскравий представник фовізму.

## Біографія
Андре народився 10 червня 1880 в Шато-сюр-Сен, що неподалік Версаля.
У 1898–1900 роках навчався живопису в Академії Жюліана в Ежена Кар'єра. Становлення митця відбулося під впливом художників, з якими він заприятелював під час навчання, — Морісом де Вламінком і Анрі Матіссом. Вже 1900 року Дерен створює свої перші пейзажі.
Після тривалої військової служби (1901–1904) Дерен не пориває зі своїми колегами-французькими митцями і навіть закінчує навчання в Академії. Так, Дерен разом з Матіссом працюють на літніх вакаціях 1905 року в середземноморському селищі Колюр (Collioure). Са́ме на паризькому осінньому салоні ц.р. Дерен уперше виставив свої роботи, які були тепло сприйняті критикою.
У березні 1906 року відомий мистецтвознавець і артдилер Амброїз Воллар (Ambroise Vollard) виряджає Дерена до Лондона для створення полотен з міської натури. Саме в Лондоні Дерен створив свої найвідоміші пейзажі (бл. 30) з видами Гайд-парку, набережної Темзи, лондонських соборів і споруд. Ці митецькі творіння, виконані у новому стилі фовізма, просякнуті прагненням передати напруженість і радість життя, різнобарв'я природи; завдяки ефекту яскравих великих плям і кольоровому контрасту досягається посилений у чимало разів декоративізм.
У 1907 інший відомий мистецтвознавець і артдилер Даніель-Генрі Канвайлер (Daniel-Henry Kahnweiler), викупивши в Дерена повністю всю студію, на довго забезпечив митцю фінансову стабільність і уможливив його творчий пошук.
Якраз приблизно 1908 року, не в останню чергу, під впливом Поля Сезанна і раннього кубізму змінюється стиль Дерена — його картинам стають притаманні раціоналістична чіткість композицій, геометричне спрощення і вагомість форм. Стриманий колорит картин цього періоду майже цілком ґрунтується на зеленкавих, бурих і свинцово-сірих відтінках.
У 1910-і рр. у творчості художника з'являється похмурість і застиглість образів, теми журливої одноманітності провінційних буднів, а починаючи з 1920-х рр. Дерен звертається до суворого класичного малюнка, часто використовуючи своєрідну стилізацію творчості своїх попередників, тим не менше, зберігши в своїх найкращих творах глибоко індивідуальний стиль, таким чином, лишаючись провідним живописцем XX століття.

## Галерея
|                         |  |                                      |  |                                                   |  |
| «Околиці Коллюра», 1905 |  | «Charing Cross Bridge, London», 1906 |  | «St. Paul's Cathedral seen from the Thames», 1906 |  |